# Wendell Willkie
Wendell Lewis Willkie (ur. 18 lutego 1892 w Elwood, zm. 8 października 1944) – amerykański polityk, działacz Partii Republikańskiej, kandydat w wyborach prezydenckich w 1940 roku. Znany z pacyfistycznych, ale i antyizolacjonistycznych poglądów. Mimo ważnej roli w polityce nie zajmował nigdy żadnego stanowiska publicznego.
Willkie – podobnie jak jego poprzednik w nominacji, Alf Landon – należał do liberalnego skrzydła w większości konserwatywnej partii. Początkowo był nawet demokratą i delegatem na konwencje tej partii w 1932 roku, kiedy ta mianowała po raz pierwszy swym kandydatem jego późniejszego rywala Franklina Delano Roosevelta.
Po przeprowadzce do Nowego Jorku Willkie zrobił oszałamiającą karierę w sektorze prywatnym, kiedy skończywszy ledwie 40 lat stanął na czele jednego z wielkich koncernów realizującego usługi użyteczności publicznej. Był przeciwnikiem niektórych reform Nowego Ładu, ale, jak Landon, popierał większą jego część i krytykował stary konserwatyzm poprzedniej republikańskiej administracji Herberta Hoovera.
Przez pewien czas regularnie pisywał krytyki literackie i prowadził popularne programy radiowe.
W 1940 roku został mianowany kandydatem Partii Republikańskiej na prezydenta i zmierzył się z ubiegającym o bezprecedensowy trzeci wybór Rooseveltem. W walce o nominację pokonał tak znanych polityków jak senator Robert A. Taft z Ohio czy prokurator (jeszcze nie gubernator) Thomas Dewey. Jest jak dotąd jedyną osobą pochodzącą z Indiany, która uzyskała nominację prezydencką jednej z dwóch głównych amerykańskich partii.
Willkie przegrał z Rooseveltem stosunkiem 54,8 do 44,8 procent (oddano na niego 22.305.198 głosów podczas gdy na Roosevelta 27.244.160). Willkie wygrał wybory w dziesięciu stanach, w tym w rodzinnej Indianie i uzyskał 82 głosy elektorskie (Roosevelt zebrał ich 449). Urzędujący prezydent poważnie obawiał się możliwości jeżeli nie zwycięstwa, to w każdym razie przeciągnięcia przez Willkiego wielu osób na stronę republikanów. Obaj przeciwnicy darzyli się ponoć dużym szacunkiem.
Po swojej porażce został nieoczekiwanie bliskim nieformalnym współpracownikiem Roosevelta, którego poglądy na rolę międzynarodową USA podzielał cały czas, także w czasie kampanii, któremu pomagał pozyskać republikanów do tej sprawy i był także wysłannikiem w różne części świata. Założył też do dzisiaj działającą (i wobec konserwatyzmu republikanów popierającą raczej demokratów) Partię Liberalną, która działa w Nowym Jorku.
Willkie starał się o ponowne uzyskanie nominacji w 1944 roku, ale przegrał z gubernatorem Nowego Jorku Thomasem Deweyem.
Tuż przed wyborami zmarł nieoczekiwanie na atak serca.